# Krusty Gets Busted
"Krusty Gets Busted" é o décimo-segundo episódio da primeira temporada de The Simpsons que originalmente foi ao ar em 29 de abril de 1990. O episódio foi escrito por Jay Kogen e Wallace Wolodarsky, e dirigido por Brad Bird. No episódio, Krusty, um famoso comediante, é condenado pelo assalto à mão armada do Kwik-E-Mart. Bart e Lisa investigam, convencidos que Krusty é inocente.
Este episódio marca o aparecimento de pleno de Kent Brockman, e Kelsey Grammer faz a sua primeira aparição como convidado na série com a voz do Sideshow Bob. O episódio foi bem recebido pela crítica.